# Sibila de Borgoña (1126-1150)
Sibila de Borgoña (1126-Salerno, 16 de septiembre de 1150) fue la segunda reina consorte de Rogelio II de Sicilia.

## Familia
Era hija de Hugo II de Borgoña, duque de Borgoña, y de su esposa, Felicia-Matilde de Mayenne. Sus abuelos maternos fueron Gauthier, conde de Mayenne, y Adelina de Presles.

## Matrimonio y muerte
En 1149, Sibila se casó con el rey Rogelio II de Sicilia. El 29 de agosto de ese año, dio a luz a un hijo (al parecer de forma prematura) llamado Enrique, que murió joven. Un año más tarde, se quedó embarazada por segunda vez. Sibila dio a luz a un niño muerto y murió de complicaciones del parto. Fue enterrada en la iglesia del Monasterio de La Trinidad della Cava de Tirreni.